# Propalo leto
Propalo leto (russisk: Пропало лето) er en sovjetisk spillefilm fra 1963 af Rolan Bykov og Nikita Orlov.

## Medvirkende
- Vladimir Jevstafjev som Zjeka Rutjkin
- Sergej Gudko som Valera Bulysjev
- Zoja Fjodorova som Dasja
- Antonina Dmitrieva som Masja
- Ljudmila Tjernysjova som Sasja